# Rue Max-Ernst
La rue Max-Ernst est une voie du 20e arrondissement de Paris, en France.

## Situation et accès
La rue Max-Ernst est une voie publique située dans le 20e arrondissement de Paris. Elle débute au 34, rue Duris et se termine au 87, rue des Amandiers.

## Origine du nom

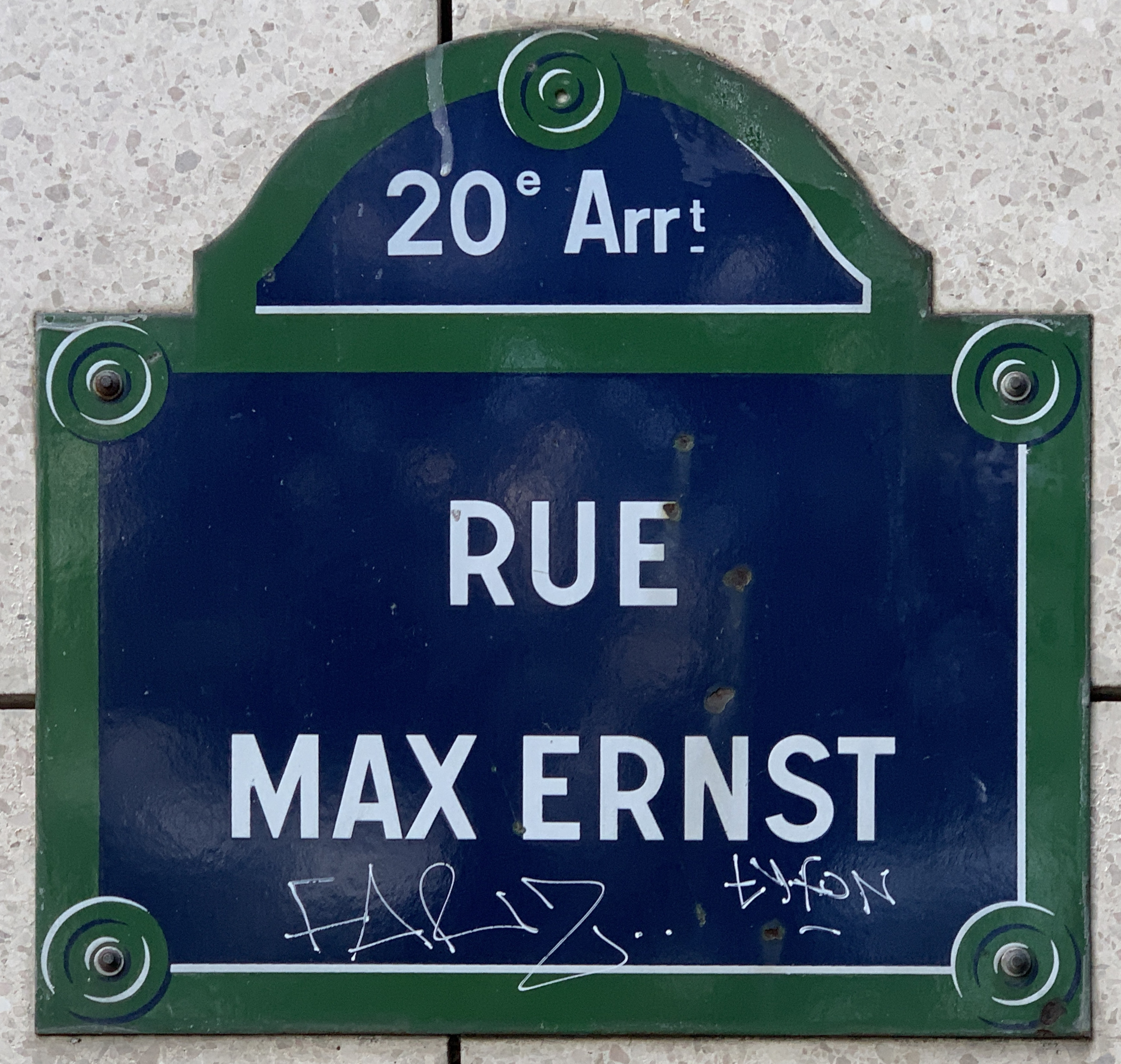
Plaque de la rue.

Elle porte le nom du peintre, dessinateur, sculpteur et écrivain français Max Ernst (1891-1976). 

## Historique
La voie est créée dans le cadre de l'aménagement de la ZAC des Amandiers sous le nom provisoire de « voie CY/20 » et prend sa dénomination actuelle par un arrêté municipal du 28 novembre 1990.